# Williamstown (condado de Orange)
Williamstown es un lugar designado por el censo ubicado en el condado de Orange en el estado estadounidense de Vermont. En el año 2010 tenía una población de 1,162 habitantes.

## Geografía
Williamstown se encuentra ubicado en las coordenadas 44°7′15″N 72°32′36.87″O / 44.12083, -72.5435750.